# Centrolepis cambodiana
Centrolepis cambodiana är en gräsväxtart som beskrevs av Henry Fletcher Hance. Centrolepis cambodiana ingår i släktet Centrolepis och familjen Centrolepidaceae. Inga underarter finns listade i Catalogue of Life.